# Teoría de bandas

Representación esquemática de las bandas de energía en un sólido.

En física de estado sólido, teoría según la cual se describe la estructura electrónica de un material como una estructura de bandas electrónicas, o simplemente estructura de bandas de energía. La teoría se basa en el hecho de que en una molécula los orbitales de un átomo se solapan produciendo un número discreto de orbitales moleculares.  

## Configuración de las bandas de energía
Cuando se une un gran número de átomos, como en las estructuras sólidas, el número de orbitales de valencia (los niveles de energía más altos) es tan grande y la diferencia de energía entre cada uno de ellos tan pequeña que se puede considerar como si los niveles de energía conjunta formaran bandas continuas en vez de, niveles de energía como ocurre en los átomos aislados. Sin embargo, debido a que algunos intervalos de energía no contienen orbitales, independiente del número de átomos agregados, se crean ciertas brechas energéticas entre las diferentes bandas.

## Bandas de energía
- La banda de valencia (BV): está ocupada por los electrones de valencia de los átomos, es decir, aquellos electrones que se encuentran en la última capa o nivel energético de los átomos. Los electrones de valencia son los que forman los enlaces entre los átomos, pero no intervienen en la conducción eléctrica.
- La banda de conducción (BC): está ocupada por los electrones libres, es decir, aquellos que se han desligado de sus átomos y pueden moverse fácilmente. Estos electrones son los responsables de conducir la corriente eléctrica.

En consecuencia, para que un material sea buen conductor de la corriente eléctrica debe haber poca o ninguna separación entre la BC y la BV (que pueden llegar a solaparse), de manera que los electrones puedan saltar entre las bandas. Cuando la separación entre bandas sea mayor, el material se comportará como un aislante. En ocasiones, la separación entre bandas permite el salto entre las mismas de solo algunos electrones. En estos casos, el material se comportará como un semiconductor. Para que el salto de electrones entre bandas en este caso se produzca deben darse alguna o varias de las siguientes situaciones: que el material se encuentre a altas presiones, a una temperatura elevada o se le añadan impurezas (que aportan más electrones).
Entre la banda de valencia y la de conducción existe una zona denominada banda prohibida o gap, que separa ambas bandas y en la cual no pueden encontrarse los electrones.
- Datos: Q806380
- Multimedia: Electronic band structures / Q806380